# デイジー・クオッカ:世界で最も恐ろしい動物
『デイジー・クオッカ：世界で最も恐ろしい動物』（デイジー・クオッカせかいでもっともおそろしいどうぶつ、Daisy Quokka: World's Scariest Animal）は、2020年のオーストラリアの3Dアニメーション。日本ではDVD未発売。

## キャスト
- アンゴリー・ライス - デイジー・クオッカ
- サム・ニール - フランキー・スケールズ
- シャーニー・トーンズ - フランキーの娘
- グラント・デンバー - ルーシー・デュラック
- フランク・ウッドリー - 飛べない羽
- アンドリュー・クック - ジェリー・ウィスカーズ